# Виробник автомобілів
Автомобілебудівна компанія — це інжинірингова компанія з автомобільної промисловості, якою виробляються автомобілі. Великі корпорації часто виробляють декілька марок на одному заводі.
Існує жорстка конкуренція між окремими виробниками автомобілів, що змушує конкурентів постійно вдосконалювати виробництво.
Автомобілі, завдяки великій кількості виробленої продукції, дозволяють високу ступінь автоматизації виробництва.